# Dadounga
Dadounga är en ort i Burkina Faso.   Den ligger i provinsen Gnagna Province och regionen Est, i den östra delen av landet, 210 km nordost om huvudstaden Ouagadougou. Dadounga ligger 262 meter över havet och antalet invånare är 2 399.
Terrängen runt Dadounga är platt. Runt Dadounga är det ganska glesbefolkat, med 22 invånare per kvadratkilometer.. Dadounga är det största samhället i trakten.
Trakten runt Dadounga består i huvudsak av gräsmarker.